# Josef Albers
Pour les articles homonymes, voir Albers.
Josef Albers, né le 19 mars 1888 à Bottrop en province de Westphalie (Allemagne) et mort le 25 mars 1976 à New Haven aux États-Unis, est un peintre et enseignant de l'art.
Josef Albers enseigna au Bauhaus d'octobre 1923 à avril 1933. Il quitta l'Allemagne à l'arrivée au pouvoir du parti Nazi et s'établit aux États-Unis.  Il est considéré comme un des initiateurs de l'art optique, ou « op art », et son Interaction des couleurs, comme un classique de l'enseignement des arts visuels.

## Biographie
Josef Albers suit une formation d'instituteur de 1905 à 1908, puis enseigne pendant huit ans. Il mène de front les obligations de son poste d'instituteur et des études à l'Académie royale des beaux-arts de Berlin de 1913 à 1915. Il obtient son diplôme d'éducateur artistique. À partir de 1916, il suit des études à l'École des Arts décoratifs d'Essen et travaille en outre comme professeur. Puis il étudie auprès de Frantz von Stuck à l'Académie de Munich en 1919 et 1920. Étudiant au Bauhaus de Weimar de 1920 à octobre 1923, Josef Albers suit le cours préliminaire de Johannes Itten puis installe un atelier de peinture sur verre. Nommé compagnon en 1922, il devient Maître au Bauhaus d'octobre 1923 à avril 1933 et donne les cours de « Théorie des matériaux » et de « Théorie du travail » au premier semestre, la plus importante partie du cours préliminaire dont il devient le directeur officiel en 1928. Il est nommé chef de l'atelier de menuiserie de mai 1928 à avril 1929. À partir d'octobre, il est chargé du cours de « dessin figuratif » pour les autres semestres. Dans l'enseignement fondamental qu'il assume au Bauhaus, Josef Albers prend pour thèmes la construction et les matériaux, leur apparence et leur représentation. Créateur d'assemblages de verre et de vitraux, ainsi que de projets de typographie, de meubles et d'objets usuels en verre et en métal. Expressionniste à ses débuts, Albers produit ensuite de la peinture abstraite géométrique.
À la fermeture du Bauhaus par les nazis en 1933, il quitte l'Allemagne pour les États-Unis avec Anni Albers qu'il avait épousée en 1925. Il enseigne pendant quinze ans au Black Mountain College. En 1950, il devient directeur du Departement of Design de l'Université Yale à New Haven jusqu'en 1959. Depuis les années 1940, l'orientation principale de son enseignement et de sa peinture se focalise sur l'« effet optique de la couleur ». Ayant généré très probablement une impulsion pour l'avant-garde américaine des années 1960 et 70, Josef Albers peut être considéré comme un précurseur de l'Op Art.

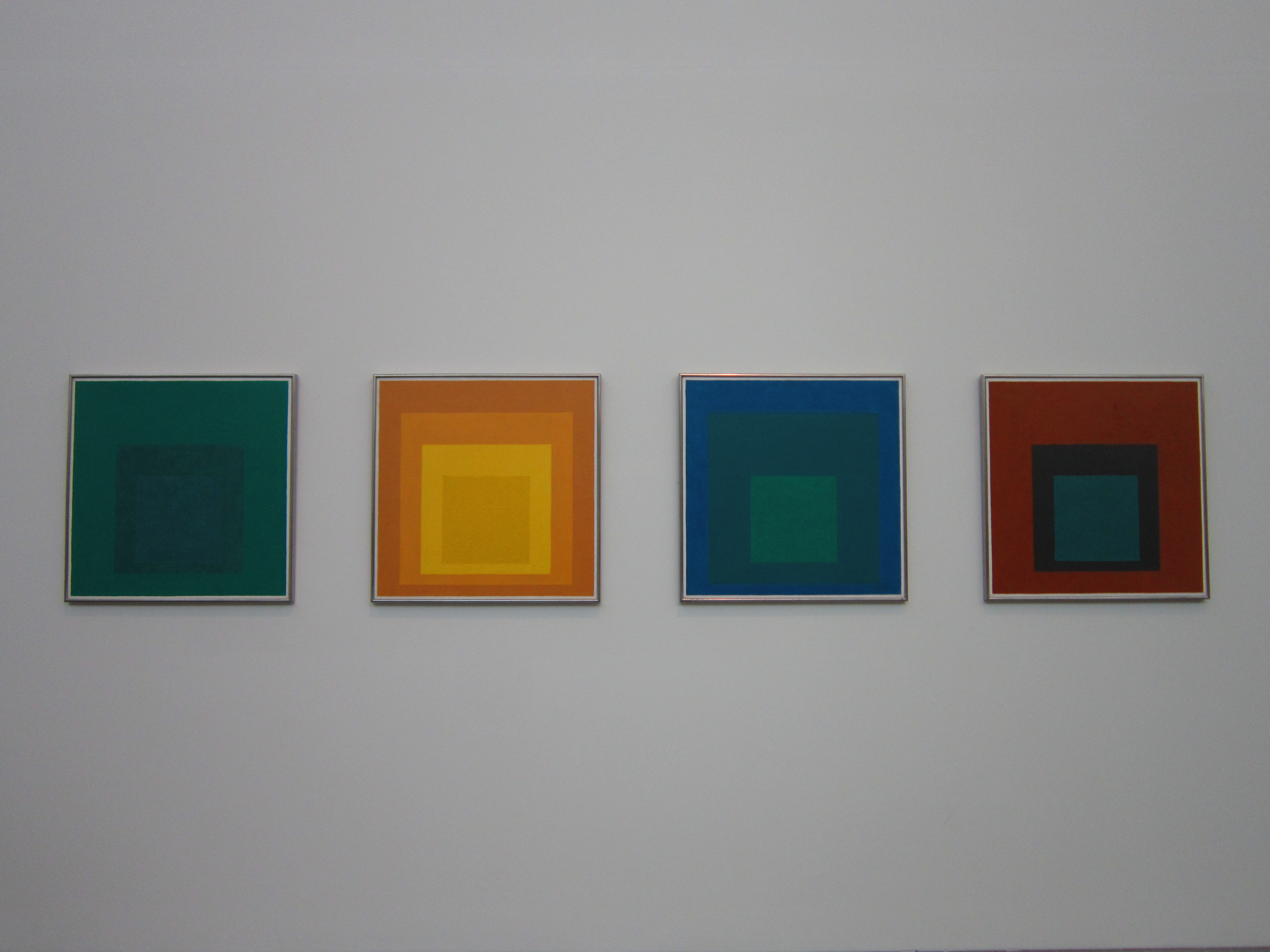
Étude Homage to the square, Tate Modern.

Son œuvre autant que son enseignement se basent sur la complexité de l'appréciation perceptive de formes colorées simples, notamment le carré, auquel il consacre à partir de 1950 la série « Homage to the Square » (Hommage au carré), dans laquelle il varie les couleurs d'aplats carrés imbriqués.

## L'Interaction des couleurs
Bien que publié par l'éditeur de son université en 1963, L'Interaction des couleurs prend à rebours la foi des enseignants de l'époque en la science colorimétrique. Il montre qu'en donnant pour base à la perception colorée des expériences de couleurs isolées dans le laboratoire, synthétisées dans une théorie destinée à objectiviser les couleurs, c'est-à-dire à rendre la couleur indépendante de l'observateur, on dévoie son apprentissage.
L'Interaction des couleurs propose des exercices pour évaluer la valeur et la teinte, au moyen de rectangles découpés dans du papier coloré, afin de pouvoir regarder une couleur dans plusieurs contextes. On s'aperçoit ainsi que la perception diffère. C'est une réalité d'une importance pratique considérable pour l'artiste, qui ne travaille pas avec des instruments de mesure, mais avec ses yeux, et produit des ouvrages qui ne seront pas mesurés, mais vus. L'ouvrage inverse l'ordre habituel des enseignements ; au lieu de dispenser d'abord les bases théoriques, pour aller vers la pratique, il suit une démarche expérimentale, commençant par des manipulations et des observations, avant de présenter des théories. Les systèmes d'organisation des couleurs entre elles ont « une valeur pratique pour les applications industrielles ». Le seul qu'il présente est le triangle de Goethe, « le système de représentation le plus condensé et le plus clair ».
L'édition allemande de L'Interaction des couleurs est sous-titrée fondation d'une didactique de la vision. Dans l'introduction, Albers indique qu'il considère que l'éducation du voir (Sehen) implique la vision interprétative (Schauen, comme dans Weltanschauung).
La version originale était un portefeuille de grandes dimensions avec le texte et des sérigraphies réalisées pour permettre les expériences visuelles. Une édition de poche rendit l'ouvrage plus accessible en 1971 ; il a été traduit en plusieurs langues et réédité.

### Examen critique
Si de nombreux enseignants ont suivi la démarche pratique de L'Interaction des couleurs, les parties qui ne se basent pas sur des manipulations pratiques apparaissent plus fragiles.
Des erreurs dans les propos sur la synthèse soustractive des couleurs montrent qu'il a sur ce point suivi le discours de Signac, pourtant manifestement démenti par l'expérience, mais repris généralement par la critique d'art. Des erreurs du même ordre apparaissent tôt dans l'exposé : l'expérience qu'Albers propose pour réaliser une échelle arithmétique de luminances réalise en fait une échelle géométrique, et ce qu'il dit sur la loi de Weber-Fechner ne se réalise pas. De même, les démonstrations qu'il offre de la loi du contraste simultané des couleurs sont spectaculaires ; mais quand il affirme que ces effets sont du même ordre que ceux dus au contraste successif, il s'éloigne de l'expérience de l'artiste et de sa formation, pour un propos purement théorique qui marque à nouveau l'influence du même courant artistique.
La comparaison de valeur entre plages colorées est notoirement d'autant plus incertaine que la chromaticité est élevée ; les exercices de la partie V de  l’Interaction des couleurs ne peuvent déboucher sur aucune conclusion positive, quelle que soit leur utilité pour l'éducation de la vision de l'artiste. Albers affirme cependant que sa propre évaluation est correcte, contre celle de la majorité de ses étudiants.
Si Albers place, dans sa présentation, la pratique avant la théorie, on peut légitimement penser, au vu des erreurs théoriques, que ses réticences à la théorie viennent d'une compréhension insuffisante de celle-ci. Comme dans le cas des néo-impressionnistes, le discours qui soutient la production artistique ne correspond pas à la réalisation.

## Œuvres

### Peinture (sélection)
- 1958 : Homage to the Square Series : Assertive
- 1963 : Homage to the Square Series : Green Scent (Senteur verte), au musée Ludwig, à Cologne
- 1967 : Ten Variants

### Écrits
- Poems and Drawings, The Readymade Press, New Haven, 1958.
- Interaction of Color, Yale University Press, New Haven, 1963 ; trad. fr. L'Interaction des couleurs, Hachette, Paris, 1974 ; Hazan, 2013.

## Distinctions
- Croix d'officier de l'ordre du Mérite